# Fetească regală
Fetească Regală (pronunciat en romanès: [feˈte̯askə reˈɡalə]) és una varietat de raïm blanc, creada a la dècada de 1930, al comtat de Mureș (Romania). És un encreuament natural de Grasă i Fetească albă.
Aquesta varietat es cultiva principalment a Romania (Transsilvània i Moldàvia Occidental), així com a Moldàvia, Eslovàquia, Hongria i Àustria.
La qualitat dels vins oscil·la entre els vins de taula i els de qualitat. Els vins són secs i frescos i tenen una acidesa i gustos específics.

## Sinònims
Fetească Regală també es coneix amb els sinònims Danasana, Danesana, Danosi, Danosi Leányka, Dunesdorfer Königsast, Dunesdörfer Königsast, Dunnesdiorfer, Erdei Sárga, Feteasca Corolevscaia, Feteasca de Danes, Feteasca Korolevskaia, Feteasca Muskasna, Feteasca Muskatna., Galbena di Ardeal, Kenigrast, Kiraileanka, Királyleányka, Königliche Mädchentraube, Königsast, Königstochter, Konigsast, Kralovska Leanka, Pesecka Leanka.